# Арнем
Арнем (на нидерландски:  Arnhem) е град и община в Нидерландия, център на провинция Гелдерланд. Населението му е около 146 000 души (2009). Разположен е на река Рейн.

## Побратимени градове
| Държава     | Град            |
| ----------- | --------------- |
| Шотландия   | Еърдри          |
| Англия      | Ковънтри        |
| Англия      | Кройдън         |
| Германия    | Гера            |
| Чехия       | Храдец Кралове  |
| Южна Африка | Кимбърли        |
| Перу        | Вия ел салвадор |
| Китай       | Ухан            |

## Личности
- Родени в Арнем
  - Хендрик Лоренц (1853 – 1928), физик
- Починали в Арнем
  - Филип Сидни (1554 – 1586), английски поет